# Tao

Tàijítú: simbol al yin-yang

Tao (în chineză 道 sau dào, conform transcrierii pinyin, pronunțat tao; în japoneză pronunțat dō) este un concept al filozofiei chineze care înseamnă "cale", "metodă" sau "învățătură", tradus adesea și prin "principiul". Tao este o noțiune cheie a taoïsmului (filozofie religioasă chineză), la care face referire și confucianismul.
Conform filozofiei menționate, Tao este forța fundamentală care curge în toate ființele și lucrurile inerte din Univers. Este esența însăși a realității și, prin natura sa, este inefabilă și indescriptibilă. Este reprezentată de tàijítú, simbolul reprezentând unitatea dincolo de dualismul yin-yang compus din principiile de energie pozitivă și negativă.
Artele marțiale chineze reprezintă o cale pentru a parveni la această unitate între cele două principii și a avansa pe calea Tao. Prin metonimie un tao (de exemplu în Taijiquan) este o înlănțuire de mișcări, calea ce duce la stăpânirea artei și deci către unitate. În chineză, acest tip de exercițiu mai este denumit și "lu".
Termenul Tao poate desemna și calea mercenarilor sau calea războinicilor, adică wushutao (武士道), mai bine cunoscut sub numele său japonez în occident: Bushido.
În Japonia, conform aceluiași principiu inițial, dō este "calea" ce trebue urmată pentru a stăpânii o artă ce duce către unitate. Aceeași ideogramă, kanji 道 (dō), este în general utilizată ca sufix în numele artelor marțiale japoneze: Karatedo, Aikido, Kendo, Judo, Budo, Iaido, Kyudo, etc … Dar găsim de asemenea și un Ka-do "calea florilor" un alt nume pentru ikebana arta de aranjament floral nipon, sau un Sho-do "calea scrierii": arta caligrafiei japoneze.